# Gavril Muște
Gavril Muște  a fost un deputat în Marea Adunare Națională de la Alba Iulia, organismul legislativ reprezentativ al „tuturor românilor din Transilvania, Banat și Țara Ungurească”, cel care a adoptat hotărârea privind Unirea Transilvaniei cu România, la 1 decembrie 1918.:p. 77

## Biografie
A fost protopop onorar și paroh în comuna Copăceni (jud. Someș), unde se afla și în anul 1947.

## Activitatea politică

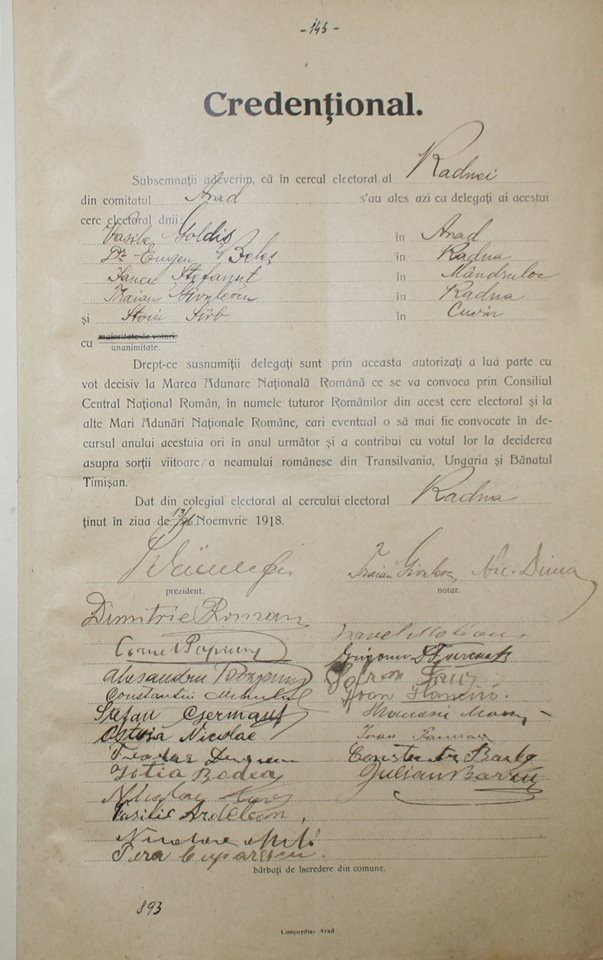
Credențional

A participat la Marea Adunare Națională de la Alba Iula ca delegat al Protopopiatului greco-catolic Lăpuș.